# Port lotniczy Fort Simpson
Port lotniczy Fort Simpson (IATA: YFS, ICAO: CYFS) – port lotniczy położony w Fort Simpson, w Terytoriach Północno-Zachodnich, w Kanadzie.